# Gran Interconector Marítimo

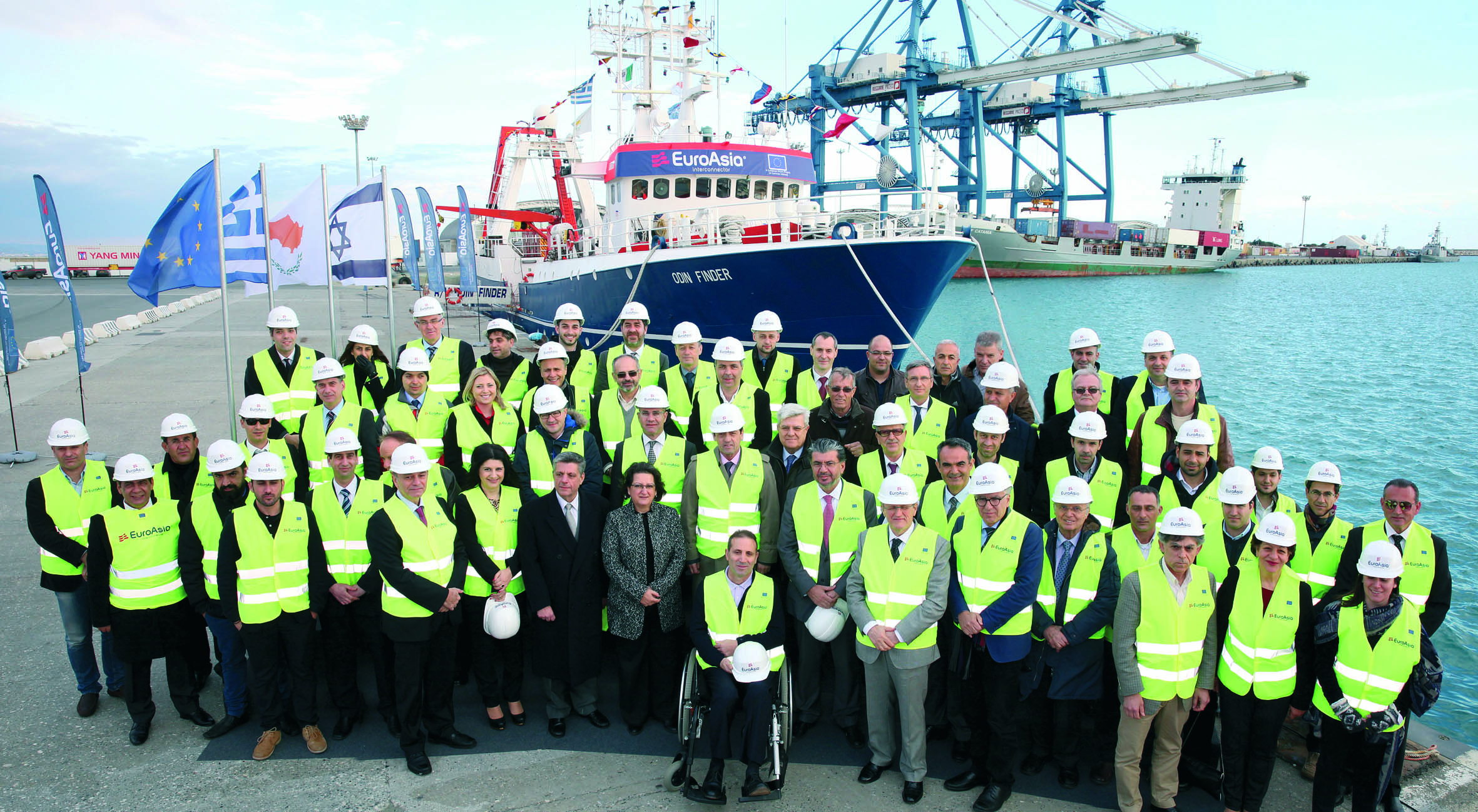
En enero de 2016, el barco de investigación italiano Odin Finder comenzó un estudio de reconocimiento para la ruta óptima del interconector EuroAsia

El Gran Interconector Marítimo (antes conocido como Euroasia Interconnector) es un interconector HVDC planificado entre las redes eléctricas griegas, chipriotas e israelíes a través del cable de alimentación submarino más largo del mundo. Es un gran proyecto de interés común de la Unión Europea y un proyecto prioritario de interconexión de redes eléctricas, como un puente de redes de energía. Asia y Europa. La aprobación regulatoria de la interconexión eléctrica y la asignación de costos entre Chipre y Grecia se completó el 10 de octubre de 2017. Es una decisión histórica para Chipre, que pone fin al aislamiento eléctrico del último estado miembro de la UE.

## Beneficios del interconector EuroAsia
Finaliza el aislamiento energético de Chipre y Creta y los conecta a la red europea. Chipre es el último miembro de la UE totalmente aislado sin interconexiones energéticas. Garantiza el suministro seguro de energía de Chipre, Grecia e Israel, conectándolos con la red europea. Para el nuevo descubrimiento de gas en el Mediterráneo Oriental se abre camino hacia nuevos mercados en forma de electricidad. También permite el camino para la electricidad producida a partir de fuentes de energía renovables. Contribuye al objetivo de la UE para el 10% de la interconexión eléctrica entre los Estados miembros. Promueve el desarrollo de fuentes de energía renovables y contribuye a la reducción de CO2. Ofrece importantes beneficios económicos y geopolíticos a 3 países. Se espera que el beneficio socioeconómico sea de alrededor de 10 mil millones de euros.

## Configuración para la Etapa 1

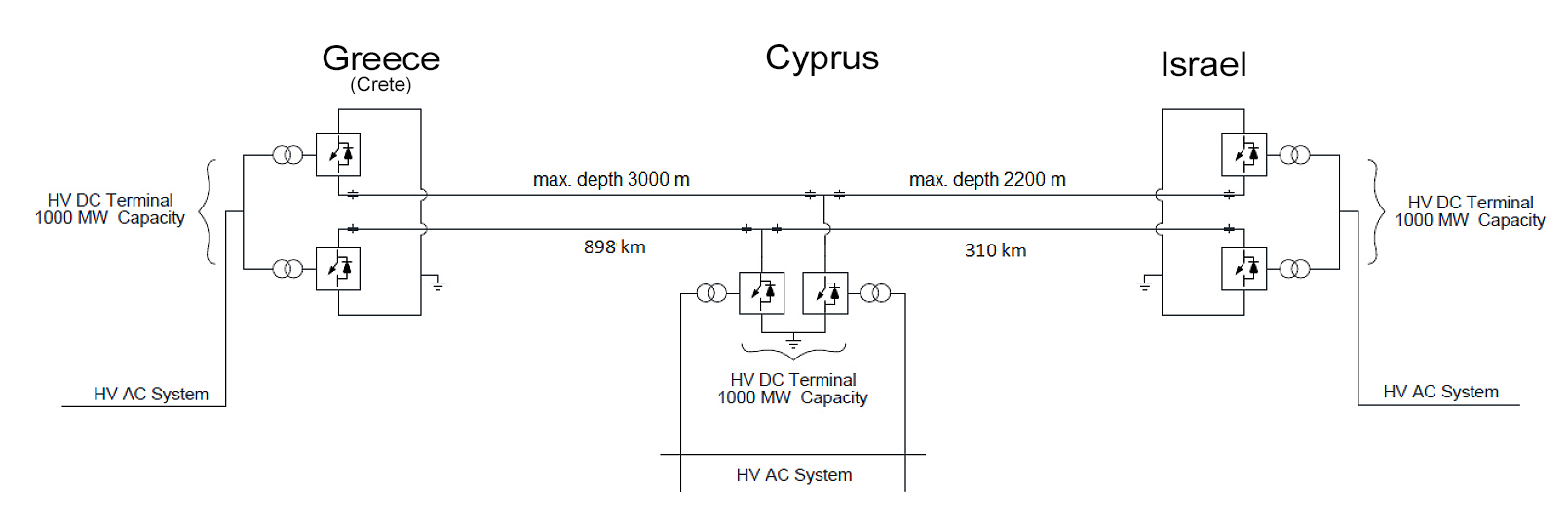
EuroAsia Etapa 1

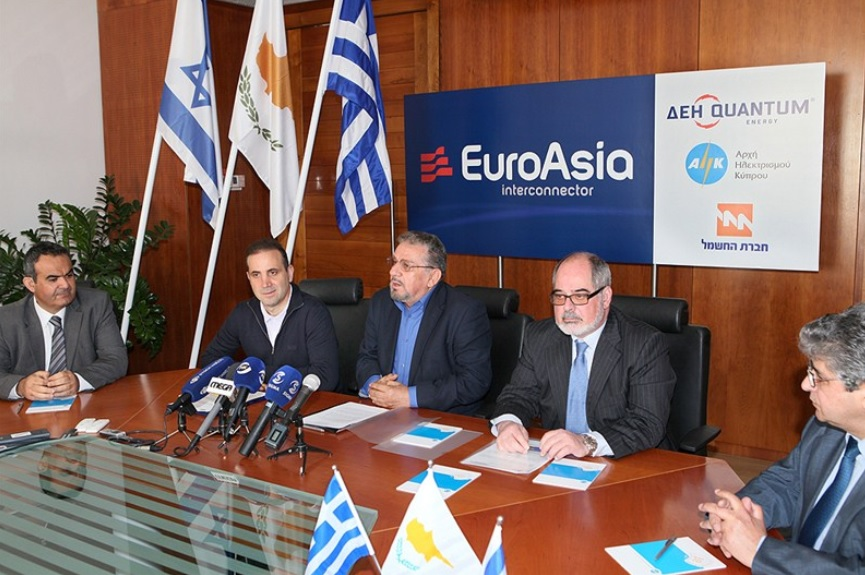
EuroAsia

El interconector proporciona una importante autopista eléctrica en el sureste de la UE y pone fin al aislamiento energético de Chipre y Creta que interconectan la UE e Israel. Los componentes principales del interconector son: 4 estaciones convertidoras en arreglos bipolares con operación multiterminal (en Attica, Creta, Chipre e Israel). Cables de corriente continua de alta tensión (HVDC) submarinos y terrestres que interconectarán estaciones convertidoras en Ática, Creta, Chipre e Israel. Los cables se ejecutarán en pares y cada cable tendrá una potencia de 500 MW y un voltaje de 500kV. El director del proyecto Euroasia Interconnector, George Killas, en CESI con ejemplos de cables HVDC, electrodos marinos de 1000 A y cables de corriente continua de media tensión que los conectan a estaciones convertidoras conmutadores de corriente alterna (CA) que conectan estaciones convertidoras a la red en cuatro ubicaciones diferentes par de cables conectarán todas las estaciones convertidoras. La estación convertidora convierte la corriente continua (CC) en corriente alterna (CA) o al revés. Podría recibir energía a través del cable y enviarla a la red. Las estaciones convertidoras son bipolares y podrían funcionar bidireccionalmente permitiendo la importación o exportación de electricidad dependiendo de la demanda. Los cables correrán a lo largo del fondo del mar y en tierra correrán bajo tierra. Los electrodos marinos se utilizan en caso de falla de cable o estaciones convertidoras. Los electrodos marinos se colocan en el fondo marino a varios kilómetros de la costa y se conectan a las estaciones convertidoras. Las estaciones convertidoras serán del tipo Convertidor de fuente de voltaje (VSC). Cada estación convertidora está diseñada para tener una potencia nominal de 1000 MW y estará compuesta por dos puentes convertidores de 500 MW. Los cables de alimentación submarina serán de tipo extruido.

## Configuración para la Etapa 2
En la etapa dos, se construirán estaciones convertidoras adicionales de 1.000 MW en Ática e Israel y se agregará un cable bipolar adicional de 1000 MW en la ruta Israel-Chipre-Creta-Grecia. La etapa 2 aumentará la capacidad de transferencia a 2.000 MW.